# Braxton Key
Braxton Key (Charlotte, 4 febbraio 1997) è un cestista statunitense.

## Statistiche
| † | Denota le stagioni in cui ha vinto il titolo |

### NCAA
| Anno       | Squadra            | PG  | PT | MP   | TC%  | 3P%  | TL%  | RP  | AP  | PRP | SP  | PP   |
| ---------- | ------------------ | --- | -- | ---- | ---- | ---- | ---- | --- | --- | --- | --- | ---- |
| 2016-2017  | Alabama Crim. Tide | 34  | 30 | 29,7 | 43,3 | 33,0 | 63,4 | 5,7 | 2,5 | 0,6 | 0,6 | 12,0 |
| 2017-2018  | Alabama Crim. Tide | 26  | 17 | 25,2 | 40,9 | 25,0 | 66,7 | 5,3 | 1,8 | 1,0 | 0,4 | 7,0  |
| 2018-2019† | Virginia Cavaliers | 38  | 6  | 19,8 | 43,3 | 30,5 | 73,1 | 5,3 | 1,0 | 0,9 | 0,6 | 5,7  |
| 2019-2020  | Virginia Cavaliers | 27  | 25 | 33,7 | 43,5 | 18,5 | 58,4 | 7,4 | 1,8 | 1,2 | 0,6 | 9,9  |
| Carriera   | Carriera           | 125 | 78 | 26,6 | 42,9 | 27,4 | 64,5 | 5,8 | 1,8 | 0,9 | 0,6 | 8,6  |

#### Massimi in carriera
- Massimo di punti: 26 vs Georgia (25 gennaio 2017)[1]
- Massimo di rimbalzi: 12 vs Notre Dame (11 febbraio 2020)
- Massimo di assist: 7 vs Louisiana State (18 febbraio 2017)
- Massimo di palle rubate: 4 (3 volte)
- Massimo di stoppate: 4 vs Boston (19 febbraio 2020)
- Massimo di minuti giocati: 42 vs Wake Forest (26 gennaio 2020)

### NBA

#### Regular Season
| Anno      | Squadra            | PG | PT | MP   | TC%  | 3P%  | TL%  | RP  | AP  | PRP | SP  | PP  |
| --------- | ------------------ | -- | -- | ---- | ---- | ---- | ---- | --- | --- | --- | --- | --- |
| 2021-2022 | Philadelphia 76ers | 2  | 0  | 3,2  | 50,0 | 0,0  | -    | 1,0 | 0,5 | 0,5 | 0,0 | 1,0 |
| 2021-2022 | Detroit Pistons    | 9  | 0  | 21,2 | 45,7 | 30,0 | 53,8 | 5,3 | 1,1 | 1,0 | 1,2 | 8,6 |
| 2022-2023 | Detroit Pistons    | 3  | 0  | 3,0  | 100  | -    | 100  | 0,3 | 0,0 | 0,0 | 0,0 | 1,3 |
| 2023-2024 | Denver Nuggets     | 20 | 0  | 3,0  | 41,2 | 40,0 | 75,0 | 0,9 | 0,5 | 0,1 | 0,1 | 1,1 |
| 2024-2025 | G.S. Warriors      | 3  | 0  | 3,7  | 0,0  | 0,0  | 50,0 | 0,7 | 0,0 | 0,7 | 0,0 | 1,0 |
| Carriera  | Carriera           | 37 | 0  | 7,5  | 43,6 | 29,6 | 62,1 | 1,9 | 0,5 | 0,4 | 0,3 | 2,9 |

#### Playoffs
| Anno     | Squadra       | PG | PT | MP  | TC%  | 3P% | TL% | RP  | AP  | PRP | SP  | PP  |
| -------- | ------------- | -- | -- | --- | ---- | --- | --- | --- | --- | --- | --- | --- |
| 2025     | G.S. Warriors | 5  | 0  | 4,6 | 12,5 | 0,0 | -   | 1,8 | 0,2 | 0,4 | 0,4 | 0,4 |
| Carriera | Carriera      | 5  | 0  | 4,6 | 12,5 | 0,0 | -   | 1,8 | 0,2 | 0,4 | 0,4 | 0,4 |

#### Massimi in carriera
- Massimo di punti: 14 vs Dallas Mavericks (6 aprile 2022)[2]
- Massimo di rimbalzi: 9 (2 volte)
- Massimo di assist: 3 vs Philadelphia 76ers (10 aprile 2022)
- Massimo di palle rubate: 3 vs Indiana Pacers (3 aprile 2022)
- Massimo di stoppate: 3 vs Dallas Mavericks (6 aprile 2022)
- Massimo di minuti giocati: 30 vs Oklahoma City Thunder (1º aprile 2022)

### G League
| Anno       | Squadra           | PG  | PT | MP   | TC%  | 3P%  | TL%  | RP   | AP  | PRP | SP  | PP   |
| ---------- | ----------------- | --- | -- | ---- | ---- | ---- | ---- | ---- | --- | --- | --- | ---- |
| 2020-2021  | Del. Blue Coats   | 12  | 1  | 12,2 | 39,2 | 28,6 | 66,7 | 2,0  | 1,2 | 0,8 | 0,8 | 4,3  |
| 2021-2022  | Del. Blue Coats   | 39  | 23 | 27,3 | 48,5 | 36,6 | 66,0 | 7,5  | 3,4 | 2,0 | 1,5 | 16,8 |
| 2022-2023† | Motor City Cruise | 13  | 13 | 31,9 | 44,2 | 25,6 | 61,5 | 8,2  | 3,3 | 1,5 | 1,2 | 17,2 |
| 2022-2023† | Del. Blue Coats   | 30  | 2  | 25,9 | 52,1 | 40,2 | 63,8 | 7,7  | 4,1 | 1,7 | 1,2 | 13,7 |
| 2023-2024  | G. Rapids Gold    | 13  | 12 | 35,4 | 50,7 | 22,2 | 73,1 | 10,5 | 4,4 | 1,7 | 1,8 | 21,8 |
| 2024-2025  | S.D. Clippers     | 38  | 32 | 31,8 | 48,8 | 22,6 | 69,4 | 8,7  | 4,3 | 2,4 | 1,2 | 14,8 |
| 2024-2025  | S.C. Warriors     | 11  | 10 | 31,5 | 55,4 | 45,2 | 62,8 | 9,7  | 4,0 | 3,4 | 1,0 | 22,5 |
| Carriera   | Carriera          | 156 | 92 | 28,3 | 49,3 | 32,5 | 66,6 | 7,9  | 3,7 | 2,0 | 1,3 | 15,6 |

## Palmarès

### Squadra
- Campionato NCAA: 1

University of Virginia: 2019

### Individuale
- NBA G League Defensive Player of the Year Award (2025)